# Teius
Genre
Teius est un genre de sauriens de la famille des Teiidae.

## Répartition
Les espèces de ce genre se rencontrent en Amérique du Sud.

## Liste des espèces
Selon The Reptile Database (25 mai 2012) :
- Teius oculatus (D’Orbigny & Bibron, 1837)
- Teius suquiensis Avila & Martori, 1991
- Teius teyou (Daudin, 1802)

## Publication originale
- Merrem, 1820 : Versuch eines Systems der Amphibien I (Tentamen Systematis Amphibiorum). J. C. Krieger, Marburg, p. 1-191 (texte intégral).